# Walther Langer
Walther Langer, uváděný i jako Walter Langer (1899, Přívoz – 27. října 1955) byl československý krasobruslař.
Na Zimních olympijských hrách 1932 skončil v závodě jednotlivců na 10. místě. Trénoval v USA u světového šampiona Willyho Böckla.